# امرژی
امرژی (به انگلیسی: Emergy) مقدار انرژی است که در تحولات مستقیم و غیرمستقیم برای تهیه یک محصول یا خدمات مصرف می‌شود. امرژی اندازه‌گیری اختلاف کیفیت بین اشکال مختلف انرژی است. امرژی عبارت است از تمام انرژی مورد استفاده در فرایندهای کاری که محصول یا خدمات را در واحدهای یک نوع انرژی تولید می‌کنند.
سیستم‌های کشاورزی که از منابع تجدیدپذیر بیشترین استفاده را میبرند، نسبت به دیگر سیستم‌ها از پایداری بیشتری برخوردارند، در اینجا بحث امرژی مطرح می‌شود. امرژی یک روش آنالیز اگرو اکوسیستمی است که تمامی ورودی‌ها اعم از منابع تجدیدپذیر و تجدیدناپذیر، انرژی خریداری شده و خدمات را مورد ارزیابی قرار می‌دهد و هدف آن بررسی پایداری یک اگرو اکوسیستم از لحاظ مصرف انرژی است.